# Posel úsvitu
Posel úsvitu je český černobílý životopisný film z roku 1950 o vynálezci Josefu Božkovi, který představil poprvé v Praze parní silniční vůz (1950).

## Děj
Josef Božek během uvádění do chodu hodin na královéhradecké věži vzpomíná na svůj dosavadní život. Sestrojil postřihovací strojek, vyrobil protézu ruky, ale nepodařilo se mu kvůli řediteli Gerstnerovi vystudovat polytechniku. Neuspěl také ve službách Clam-Martinice jako vychovatel. Oženil se s Josefínou. Po seznámení s hrabětem Buquoyem začal pracovat na parním voze. Po měsících se vůz rozjel. Při předvádění stroj nešťastnou náhodou přejel psíka jedné z dam. Božek už nikdy poté nemohl pracovat na svých vynálezech.

## Postavy a obsazení
- Vladimír Ráž … Josef Božek
- Helena Kavalírová … Josefina
- Jiří Plachý … dr. František Antonín Gerstner
- Jiřina Steimarová … Gerstnerová
- Zdeněk Kampf … Tony
- Vladimír Hlavatý … prof. Havle
- Rudolf Deyl … purkrabí Wallis
- Saša Rašilov … policejní ředitel
- Marie Glázrová … Clam-Martinicová
- Eduard Kohout … Clam-Martinic
- František Kreuzmann … arcibiskup Salm
- Jarmila Kurandová … Svobodová
- Václav Švorc … Václav
- Jiří Kodet … malý šlechtic
- Jiří Dohnal … hrabě Bukvoy
- Bedřich Karen … Knopp
- Růžena Šlemrová … Knoppová
- Jaroslav Vojta … Svoboda
- Stanislav Fišer … Prokůpek
- Jan Otakar Martin … forman Zachariáš
- František Kovářík … hodinář Heinrich
- Otto Čermák … Kramerius
- Karel Jelínek … Kolowrat
- Věra Matějová … Kolowratová
- Eman Fiala … famulus Gerstnera
- Růžena Gottliebová … jeptiška
- František Filipovský … úředník
- Felix le Breux … správce Wimmer
- Antonín Holzinger … lékař
- František Marek … muž na shromáždění
- Josef Kotapiš … pracovník u Knoppa
- Alois Dvorský … Anton Hýbl
- Marta Májová … Wallisová, žena purkrabího
- Blažena Slavíčková … dáma na produkci
- Božena Helclová … dáma na produkci
- Antonín Kandert … hrabě Šternberk
- Karel Dostal … primátor
- Zdeněk Řehoř … Prokůpek, syn Svobodových
- Jiří Steimar … hodinář Dietrich
- Miloš Kopecký … lékař Held
- Josef Příhoda … starý voják
- František Miroslav Doubrava … student
- Karel Linc … student
- Václav Švec … dozorce u Knoppa
- Vojtěch Plachý-Tůma … majitel přádelny
- Vladimír Hrubý … sluha u Clam-Martiniců
- Richard Záhorský … páter Bartolomeo
- Zdeněk Šavrda … dělník u Knoppa
- Vilém Besser … dělník u Knoppa
- Rudolf Pellar … dělník u Knoppa
- Hynek Němec … revoltující dělník
- Antonín Soukup … muž na slavnosti
- Jiří Lír … úředník u Knoppa
- Radslav Kinský

## Lokace
Exteriérové scény se točily v těchto lokacích:
- Hořín u Mělníka - zámek
- Jindřichův Hradec
- Milovice - okolí
- Praha - Hradčany
- Praha - Nový Svět
- Praha - Letná
- Praha - Stromovka
- Praha - Staré Město - chrám Matky Boží před Týnem
- Praha - Staré Město - Malé náměstí
- Praha - Staré Město - Ungelt
- Praha - Vyšehrad - brána
- Smečno - zámek

## Ocenění
- Cena za životopisný film 1951 VI. Mezinárodním filmovém festivalu Karlovy Vary